# Great Strickland
Pour les articles homonymes, voir Strickland.
Great Strickland est un village et une paroisse civile de Cumbria, situé dans le nord-ouest de l'Angleterre. 